# Metodister i Sverige
Metodister i Sverige (MiS) är ett distrikt inom Finlands svenska metodistkyrka som i sin tur är en del av det Nordisk-baltiska biskopsområdet inom den Förenade Metodistkyrkan.
Distriktet består av två församlingar, en i Laxå och en i Östersund samt husgrupper i bland annat Stockholm, Kållered (Mölndal) och Huskvarna. Sedan 2017 finns också en grupp i Huskvarna. Enligt MiS webbplats finns (2024) även en grupp i Nybro. Målet är att bilda nya församlingar runt om i landet.